# Lilium bolanderi
Lilium bolanderi là một loài thực vật có hoa trong họ Liliaceae. Loài này được S.Watson miêu tả khoa học đầu tiên năm 1885.